# عرامة السفلى (ذي السفال)

تعديل مصدري - تعديل

عرامة السفلى محلة تابعة لقرية عرامة، التابعة لعزلة السيف بمديرية ذي السفال إحدى مديريات محافظة إب في الجمهورية اليمنية، بلغ تعداد سكانها 79 حسب تعداد اليمن لعام 2004.